# Noertrange
Noertrange (lb. Näertrech, Näertrich ; niem. Nörtringen) – wieś (Uertschaft) w północnym Luksemburgu, w kantonie Wiltz, w gminie Winseler. Do 3 października 2015 miejscowość leżała w dystrykcie Diekirch. Liczy 358 mieszkańców (31 grudnia 2022).
Znajduje się tutaj port lotniczy Noertrange.